# Вёльфлен-ле-Бузонвиль
Вёльфле́н-ле-Бузонви́ль (фр. Vœlfling-lès-Bouzonville) — коммуна во французском департаменте Мозель региона Лотарингия. Относится к кантону Бузонвиль.

## Географическое положение

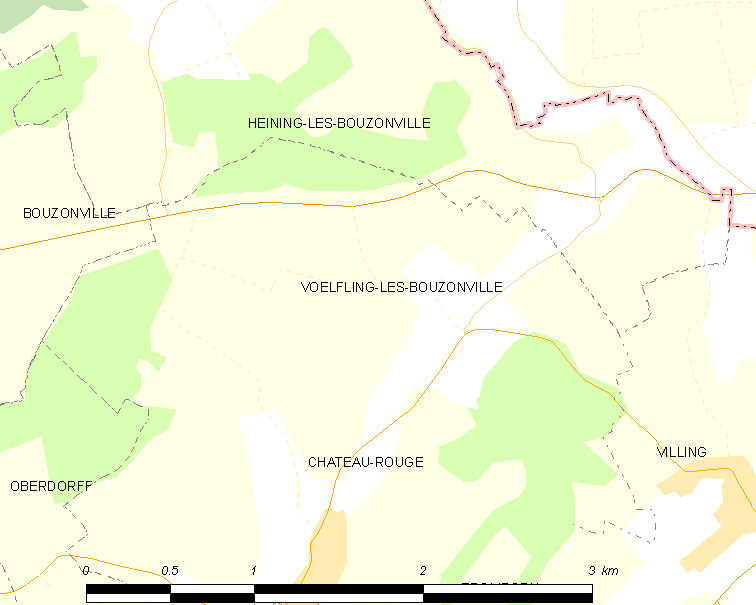
Карта Вёльфлен-ле-Бузонвиля.

Вёльфлен-ле-Бузонвиль расположен в 37 км к северо-востоку от Меца на франко-германской границе. Соседние коммуны: германские Бедерсдорф и Иттерсдорф на северо-востоке, Вийен и Бервиллер-ан-Мозель на юго-востоке, Обердорф и Шато-Руж на юго-западе, Бузонвиль на западе.

## История
- Коммуна бывшего герцогства Лотарингия, входила в сеньорат Берю.

## Демография
По переписи 2008 года в коммуне проживало 189 человек.